# 47627 Kendomanik
47627 Kendomanik è un asteroide della fascia principale. Scoperto nel 2000, presenta un'orbita caratterizzata da un semiasse maggiore pari a 2,9663310 au e da un'eccentricità di 0,0408837, inclinata di 6,61146° rispetto all'eclittica.